# Marylise Lévesque
Marylise Lévesque (ur. 3 marca 1983) – kanadyjska judoczka. Olimpijka z Pekinu 2008, gdzie zajęła dziewiąte miejsce w wadze półciężkiej.
Uczestniczka mistrzostw świata w 2007. Startowała w Pucharze Świata w latach 2004-2012. Brązowa medalistka igrzysk panamerykańskich w 2007, mistrzostw panamerykańskich w 2007 i 2008, igrzysk frankofońskich w 2005, a także uniwersjady w 2007. Srebrna medalistka akademickich MŚ w 2006. Dziewięciokrotna medalistka mistrzostw Kanady w latach 2002-2011.

## Letnie Igrzyska Olimpijskie 2008
| Konkurencja | Eliminacje              | Eliminacje         | Repasaże                         | Klas. końcowa |
| Konkurencja | Przeciwnik I            | 1/4                | Przeciwnik I                     | Miejsce       |
| ----------- | ----------------------- | ------------------ | -------------------------------- | ------------- |
| 78 kg       | Stephanie Grant (AUS) Z | Yang Xiuli (CHN) P | Pürewdżargalyn Lchamdegd (MGL) P | 9.            |